# Kesare, Mysore
Kesare là một làng thuộc tehsil Mysore, huyện Mysore, bang Karnataka, Ấn Độ.